# العارضة (بني ضبيان)

تعديل مصدري - تعديل

العارضة هي إحدى قرى عزلة بني ضبيان بمديرية بني ضبيان التابعة لمحافظة صنعاء، بلغ تعداد سكانها 96 نسمة حسب تعداد اليمن لعام 2004.